# 메이지 14년 정변

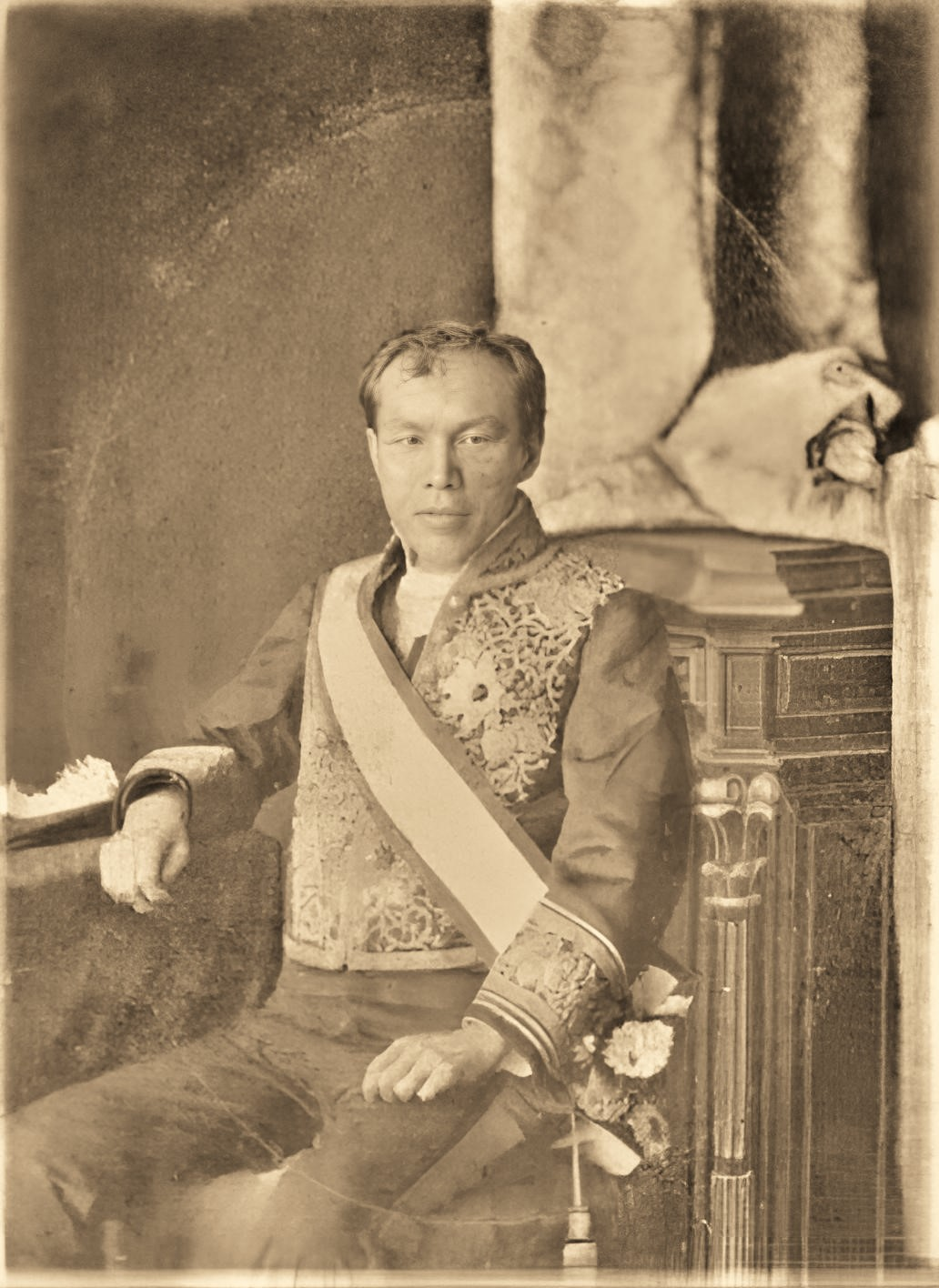
오쿠마 시게노부.

메이지 14년 정변(明治十四年の政変)은 1881년(메이지 14년) 10월 참의 오쿠마 시게노부가 정부에서 추방당한 사건이다. 자유 민권 운동이 한창일 때 발생한 개척사 관유물 불하 사건이 원인이 되어 발생했으며 정부에서 오쿠마계 관료들이 대거 축출돼 정부 구조에도 큰 변화를 줬다.

## 정변 전의 상황

### 정부 구조
1878년 5월 오쿠보 도시미치가 암살된 후 정부의 중추를 담당하는 내각의 주도권을 쥔 것은 참의 이토 히로부미였다. 당시 정부 재정을 담당하는 대장경이던 오쿠마 역시 이토의 권위를 인정하고 이토를 지지했다. 오쿠마는 사가번 출신으로 조슈번 출신인 이토에 대한 대항마로서 기대를 받았지만 오히려 이토의 맹우인 이노우에 가오루의 참의 취임에 오히려 협력하는 등 이토에 적대적인 태도를 보이지 않았다.
하지만 1880년에 오쿠마가 외채를 모집할 것을 주장했을 때 이토 등이 반대했고 조슈번과의 대립 양상으로까지 번졌다. 7월에는 이노우에가 이토에게 오쿠마를 러시아 공사로 좌천해야 한다고 건의했고 8월에는 이토가 우대신 이와쿠라 도모미에게 오쿠마를 개척사 장관으로 보내는 것이 어떨지 의논했다.
이 무렵 오쿠마는 게이오기주쿠에 자금을 지원하고 요코하마쇼킨 은행 설립에 협력하는 등 후쿠자와 유키치와 친교를 다지고 있었다.

### 입헌 체제 도입 문제
1879년 국회 개설 운동이 시작되자 정부에서도 헌법을 제정하고 국회를 개설하는 문제를 의논하기 시작했다. 원로원은 이미 1876년부터 헌법 초안 작성 문제를 논의하고 있었다. 1879년 12월 참의 야마가타 아리토모가 입헌 정체에 관한 의견서를 제출하자 태정대신 산조 사네토미와 이와쿠라는 다른 참의에게도 입헌 정체에 관한 참의의 의견을 메이지 천황에게 전달하도록 했다. 이에 따라 다음 해 2월 구로다 기요타카가, 7월 이노우에가, 12월에는 이토까지 차례차례 의견서를 제출했다. 다만 구로다는 아직 일본에서 입헌 정체는 시기상조라며 반대했고 야마가타와 이노우에는 유럽의 입헌 정체를 소개하는 데 그쳤을 뿐이었다.
이토는 이노우에 고와시의 협력을 얻어 의견서를 작성했는데 주요 내용은 ▲국회 창설은 원하는 바이지만 큰 일을 급하게 처리해선 안 된다 ▲국회를 만든다면 상하 양원을 두고 균형을 유지해야 한다 ▲상원 창설을 위해 지금의 원로원을 확장하고 화족과 사족 중 대표자를 뽑아 법률을 만들게 해야 한다 ▲하원 창설을 위해 부현회의 중 대표자를 뽑아 선출한다 등이었다.
이토는 아타미시의 여관에 오쿠마, 이노우에 가오루, 구로다를 불러 입헌 정체에 관한 회의를 진행했지만 합의를 이루지 못했다. 또한 이 회의에서 개척사 폐지 문제도 다루어졌는데 구로다는 개척사의 존속이 필요하다고 주장했지만 오쿠마는 재정 문제로 존속이 곤란하다고 반대했다. 결국 개척사 자산인 관유물의 불하가 결정됐고 고다이 도모아쓰가 인수한다는 소문이 돌기 시작했다.
3월 좌대신 아리스가와노미야 다루히토 친왕은 아직도 입헌 정체에 관한 의견서를 제출하지 않고 있던 오쿠마에게 제출을 독촉했다. 이에 오쿠마는 다른 참의나 대신에게 자신의 의견서를 보여주지 말 것을 요구하며 의견서를 제출했다. 오쿠마의 의견서의 주요 내용은 ▲시급히 흠정 헌법을 제정해 2년 후에 국회를 개설해야 한다 ▲영국식 입헌 정치를 도입하고 정당내각을 조직해야 한다 등이었는데 지나치게 급진적인 것이었다. 다루히토 친왕은 의견서를 산조와 이와쿠라에게 보여줬고 이와쿠라는 내용이 너무 과격하다고 여겨 이토가 알기 전에 잠시 얘기를 하자고 오쿠마에게 편지를 보냈다.
하지만 7월 이토가 오쿠마의 의견서 내용을 알게 되었고 격노하여 출근을 거부하기에 이르렀다. 4일 오쿠마는 이토를 찾아가 변명을 했지만 이토는 오쿠마에게 왜 후쿠자와를 대변하는 듯한 의견서를 제출했냐고 몰아붙이면서 사전에 자신과 상의하지 않은 것을 따졌다. 오쿠마는 의견서 내용은 실효성이 없고 후쿠자와와는 무관하며 자신의 의견을 적었을 뿐이라고 사과했다. 이토는 다음 날부터 다시 출근했지만 오쿠마에게 다시 한번 의견서에 대해 대화를 나눴고 이와쿠라에게도 문제는 전혀 해결되지 않았다고 말하는 등 두 사람 사이에는 균열이 심하게 남아 있었다. 이때까지는 산조와 이와쿠라가 두 사람을 중재하기 위해 노력하고 있었다.
정변 후에 가네코 겐타로는 사사키 다카유키에게 오쿠마의 의견서는 후쿠자와의 것을 가져온 것이며 후쿠자와도 이를 인정했다고 말했다. 게이오기주쿠 출신으로 태정관 대서기관으로 근무하고 있던 야노 류케이는 훗날 자신이 쓴 것이라 회상했다.

## 정변

### 불하 문제 누설
아타미 회의에서 결정된 대로 개척사 산업·토지 등을 민간에 불하하는 계획을 진행했다. 불하를 신청한 기업은 개척사 관료들이 중심이 된 북해사와 고다이가 만든 간사이 무역 회사였다.
각의에서 다루히토 친왕과 오쿠마는 개척사 자산 불하에 반대했지만(오쿠마는 반대하지 않았다는 주장도 있다) 각의를 통과했다. 그런데 1881년 7월 26일 『도쿄 요코하마 마이니치 신문』이 구로다가 동향인 고다이에게 이익 공여를 하고 있다는 보도를 냈다. 30일 천황의 재가를 얻어 이틀 뒤 정식으로 공표되자 다른 언론사도 일제히 관유물 불하를 비판했다. 예상외의 호된 비판에 직면한 산조는 당황하여 불하를 계속 추진하는 것에 난색을 표하자 구로다가 산조를 찾아가 항의하는 일도 있었다.
누가 이 사실을 언론에 처음 제보했는가는 불확실하지만 미쓰비시와 공모한 오쿠마와 후쿠자와가 배후라는 지적은 당시부터 있었다. 정부도 비슷한 인식을 가지고 있었는데 오쿠마는 이를 부정했다. 제보자가 누구인지는 알 수 없지만 적어도 이토는 오쿠마일 것이라 굳게 믿었다.

### 오쿠마 배제를 향한 움직임
7월 30일 천황이 홋카이도와 도호쿠 지방에 행행할 때 다루히토 친왕, 오쿠마, 구로다, 오키 다카토가 동행했다. 도쿄에 남은 이토, 이노우에, 야마가타, 야마다 아키요시, 사이고 주도 등은 이때 오쿠마를 정부에서 쫓아내기로 하고 산조와 이와쿠라 설득에 나섰다. 이와 함께 사사키 등 비삿초계 중신들과 이노우에 고와시가 사쓰마계 참의를 설득했다. 이 무렵 사사키·히지카타 히사모토·요시이 도모자네 등 천황 친정을 주장하는 옛 시보 그룹, 다니 다테키·도리오 고야타·미우라 고로·소가 스케노리 등 비삿초계 군인, 가와타 가게토모·나카무라 고키 등 원로원 의관, 가네코 겐타로·미요시 다이조 등 중견 관료가 중심이 되어 9월 중정당이란 조직을 만들어 관유물 불하에 반대하고 삿초 번벌에 대항하고자 했다.
정부가 오쿠마를 배제하려 했던 이유로는 오쿠마가 후쿠자와, 미쓰비시, 사가, 도사의 민권파와 손을 잡고 불하 사건 등으로 반정부 감정을 부채질해 정권을 탈취하고자 한다는 것이었다. 사사키는 여론을 격화하여 정부가 동요할 거라 여겼고 이 때를 노려 불하를 막고 오쿠마를 추방한 뒤 원로원의 권한을 강화하고자 했다. 이를 통해 참의를 폐지하고 천황의 친정을 실현해 이토 등 번벌 세력을 쫓아낸다는 것이 계획의 골자였다. 사사키에게 관유물 불하 사실을 알린 건 가네코였는데 가네코는 오쿠마계 관료로부터 직접 들은 얘기라고 주장했다. 이로 인해 미요시나 비삿초계를 포함해 정부 고관들이 오쿠마, 후쿠자와, 미쓰비시의 결탁을 강하게 믿도록 만들었다.
실제로 오쿠마, 후쿠자와, 미쓰비시의 제휴는 느슨했고 공통 모략을 가지고 있지도 않았다. 후쿠자와의 제자가 많았던 오쿠마계 관료들이 국회의 조기 개설에 적극적이었지만 정작 후쿠자와는 자유 민권 운동가들을 무지무식한 우민으로 치부하며 냉담한 반응을 보였고 국회 개설도 시기상조라 여겼다. 또한 오쿠마와 오쿠마계 관료들은 이토가 자신들을 제거하려는 움직임을 전혀 모르고 있었다. 오쿠마가 이토의 계획을 알게 된 건 10월 3일이었는데 이땐 오쿠마가 대책을 세우기엔 너무 늦은 시기였다.
8일까지 도쿄의 중신들은 오쿠마를 정부에서 배제하고 9년 뒤에 헌법 제정과 국회 개설을 추진하며 관유물 불하는 중지하기로 합의했다. 교토에서 요양하다가 도쿄로 돌아온 이와쿠라는 불하 중지에는 부정적이었고 오쿠마 파면에는 소극적인 입장을 보였다. 이에 이토와 구로다가 이와쿠라를 강하게 압박하자 결국 오쿠마 파면에는 찬성하되 불하 중지는 천황의 재가를 받기로 했다.
11일 천황이 돌아오자 이와쿠라는 오쿠마가 계략을 꾸며 불하 문제가 비판을 받고 있다고 알리며 즉시 어전회의를 소집해야 한다고 주장했다. 천황은 산조, 이와쿠라, 다루히토 친왕 등 3대신과 이토, 구로다, 야마가타, 사이고, 이노우에, 야마다 등 6참의를 불러 얘기를 나눴고 오쿠마 파면에 동의했다. 그러자 오쿠마 이외 다른 대신과 참의들도 오쿠마 파면을 상주했다. 천황은 오쿠마를 정부에서 배제하는 것이 삿초 번벌의 음모가 아닌가 하고 의심했지만 삿초 번벌 이외의 참의들도 오쿠마 배제를 주장하자 동의했다.
같은 날 이토와 사이고가 오쿠마를 찾아 이 사실을 알렸고 오쿠마는 그 날로 사직했다. 다음 날 불하 중지와 함께 국회개설의 조가 반포되었다. 그리고 이 여파로 농상무경 고노 도가마. 야노, 오노 아즈사 등 오쿠마계 관료들도 대거 사직했다.

## 영향
이 사건은 독일 제국의 비스마르크 헌법을 모범으로 하려는 이토와 영국의 입헌군주정을 지향하는 오쿠마의 노선 대립이 원인으로 알려져 있지만 이토는 정변 당시 독일 헌법을 따라야 한다는 주장을 하지 않았다. 정변 전인 7월 2일 이토는 독일과 같은 헌법을 만들어야 한다는 얘기를 이노우에 고와시로부터 들었지만 당시엔 별 관심을 보이지 않았다. 이와쿠라도 마찬가지로 이노우에가 9월에 제출한 내각직제 의견에 포함된 독일식 천황 친정 의견에 딱히 동조하지 않았다.
하지만 정변 이후 후쿠자와파의 영향력이 철저하게 배제되는 등 정부의 보수화가 심화된 것을 사실이다. 그리고 일찍이 정부에서 배제됐던 시마즈 히사미쓰의 보수 사상이 이 무렵 재평가받기 시작했다.
오쿠마와 오쿠마계 관료들이 사직한 뒤 정당 결성에 나섰고 이는 입헌개진당 창당으로 이어지게 된다. 하지만 1888년 오쿠마가 정부에 복귀하여 외무상이 되었다. 오쿠마는 1883년 이와쿠라가 죽기 직전 "삿초 정치가에게 사죄를 하게 하고 쫓아낸 것을 후회한다"라며 자신에게 사과했다고 회상했다.
1882년 1월 1일 구로다가 참의 겸 개척사 장관을 사직한 뒤 한직인 내각고문으로 물러났다. 이는 이토를 중심으로 하나 조슈벌이 정부의 주도권을 쥐게 되었음을 의미했다. 이후 이토는 헌법 조사를 위해 독일과 영국에 유학했고 이때 독일식 헌법에 경도되기 시작했다.

## 같이 보기
- 개척사 관유물 불하 사건
- 오쿠마 시게노부
- 이토 히로부미
- 국회개설의 조

## 참고 문헌
- 坂本一登 (2012년 3월 12일). 《伊藤博文と明治国家形成 「宮中」の制度化と立憲制の導入》. 講談社学術文庫 2101. 講談社. ISBN 978-4-06-292101-5.
- 伊藤之雄 (2019). 《大隈重信（上）「巨人」が夢見たもの》. 中公新書. 中央公論新社. ISBN 978-4-12-102550-0.
- 木曽朗生 (2005년 3월). “明治十四年の政変の真相 (1)”. 《架橋》 (長崎大学教育学部政治学研究室) (6): 31–210. NAID 120006970634.
- 木曽朗生 (2007년 3월). “明治十四年の政変の真相 (2) 完”. 《架橋》 (長崎大学教育学部政治学研究室) (8): 211–246. NAID 120006967853.
- 渡辺俊一 (1994). “明治十四年政変と『保古飛呂比』”. 《近代日本研究》 (慶應義塾福澤研究センター) 16.
- 宮地英敏 (2014). “北海道開拓使官有物払下げ事件についての再検討 ―誰が情報をリークしたのか―”. 《経済学研究》 (九州大学経済学会) 80 (5・6): 177–196. NAID 120005446580.
- 笠原英彦 (2019). “明治帝室制度の形成と伊藤博文・シュタインの「邂逅」 : 井上毅・柳原前光と福澤諭吉の帝室論”. 《法學研究 : 法律・政治・社会》 (慶應義塾大学法学研究会) 92 (11): 1–33. NAID 120006849006.
- 伊藤之雄 (2009년 11월 5일). 《伊藤博文 近代日本を創った男》. 講談社. ISBN 978-4-06-215909-8.
- 佐々木高行 (1978년 3월).  東京大学史料編纂所, 편집. 《保古飛呂比 佐佐木高行日記》 第10巻. 東京大学出版会. ISBN 978-4-13-099770-6. 2016년 3월 4일에 원본 문서에서 보존된 문서. 2024년 3월 12일에 확인함.
- 瀧井一博 (2010년 4월 25일). 《伊藤博文 知の政治家》. 中公新書 2051. 中央公論新社. ISBN 978-4-12-102051-2.
- 真辺将之「明治一四年の政変―大隈重信はなぜ追放されたか」 小林和幸, 편집. (2018년 2월). 《明治史講義【テーマ編】》. 筑摩書房. ISBN 978-4-480-07131-6.
- 石井寛治 (1994년 11월). 《情報・通信の社会史 近代日本の情報化と市場化》. 生活と技術の日本近代史. 有斐閣. ISBN 4-641-06717-1.